# Protection auditive
La protection auditive a pour rôle la réduction du niveau sonore perçu à l'oreille soit dans le but de protéger contre les risques de surdité soit pour améliorer le confort (sommeil, concentration). Elle peut également être utilisée pour empêcher l'eau de pénétrer dans le conduit auditif ou pour rééquilibrer la pression entre l'oreille moyenne et l'extérieur lors de voyages en avion.
Les chercheurs ont découvert que l'utilisation d'équipements de protection n'entraînait pas de réduction significative du risque de perte auditive,.

## Histoire

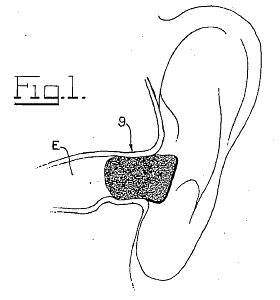
Protection auditive de KL Wade 1939.

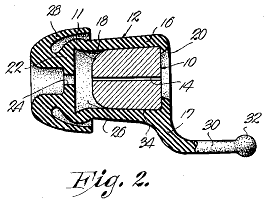
Bouchon de type non linéaire inventé par JS Knighf en 1954.

La première utilisation de bouchons d'oreilles en cire est mentionnée dans l’Odyssée, lorsque l'équipage d’Ulysse utilise ce procédé pour éviter d'être distrait par le chant des Sirènes. En 1921 est créée l'entreprise Quies, qui fabrique les boules éponymes. La première demande de dépôt de brevet pour un protecteur auditif remonte à 1939 : Kenneth L. Wade, citoyen américain, a mis au point un bouchon composé d'un corps poreux en latex, pour éviter de créer une pression d'air excessive dans le canal auditif ou sur le tympan. Ce cylindre était imprégné d'une cire amorphe et d'une gelée de pétrole, pour permettre une insertion et un retrait du protecteur plus aisés qu'avec un bouchon de cire classique.
En 1954, John S. Knighf développa un bouchon de type préformé destiné à réduire les bruits violents de type explosion. Maurice C. Rosenblatt mit au point en septembre 1959, un système destiné aux personnes exposées à des intensités sonores intenses, le protecteur était composé d'un serre-tête avec des bouchons en caoutchouc destinés à être introduits dans l'oreille. Raymond et Cecilia Benner ont inventé les premiers bouchons moulés en silicone en 1962.
Les matières utilisées pour la fabrication des bouchons à façonner en mousse ont été découvertes au Conseil national de la recherche des États-Unis, par Ross Gardner et son équipe. Dans le cadre d'un projet sur les joints d'étanchéité, ils ont mis au point une résine avec des propriétés d'absorption d'énergie. Un brevet a été déposé en 1976 par Ross Gardner. Ce matériau a été développé ultérieurement et commercialisé sous forme de bouchon d’oreilles en mousse à mémoire de forme.

## Classification
La protection auditive utilisée principalement pour la protection contre le bruit peut avoir plusieurs appellations :
- « Protection auditive contre le bruit » ;
- « Protecteur individuel contre le bruit » (PICB) dénomination utilisée par l'ensemble des normes (EN 458[10], EN352[11],[12],[13],[14], EN 13819[15],[16]...)

Les protections contre le bruit sont de deux types : le serre-tête à coquilles, et le bouchon d'oreilles.

### Serre-tête à coquilles

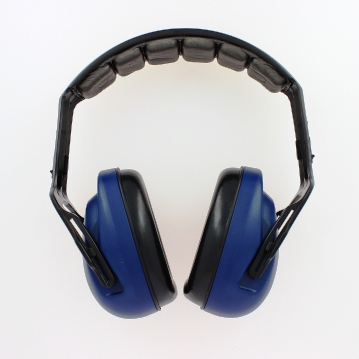
Serre-tête à coquille.

Le serre-tête à coquilles appelé également casque antibruit est composé de deux coquilles qui recouvrent totalement l’oreille, reliées entre elles par un arceau central ajustable en métal ou en plastique qui passe sur le dessus de la tête pour assurer le maintien et appliquer une pression. Les deux coquilles contiennent de la mousse ou un liquide et sont recouvertes d’un revêtement en plastique souple pour la partie en contact avec l’oreille et d’une coque plastique rigide pour la partie externe. Certains systèmes avec coquilles sont montés directement sur des casques de sécurité. Il est réutilisable, mais il est conseillé de changer les coussinets sur les oreillettes tous les six mois pour conserver une bonne étanchéité.
Les niveaux d'affaiblissement certifiés CE selon les modèles vont de 21 dB à 36 dB de SNR (Single Number Rating).

### Bouchon d'oreille
Le bouchon d'oreille est un élément qui est introduit dans le conduit auditif qui peut être jetable ou réutilisable, standard ou sur mesure. Il existe quatre types de bouchon : le bouchon standard à façonner, le bouchon standard préformé, le bouchon standard avec arceau, et le bouchon sur mesure.

## Fonctionnement
La majorité des protections a un fonctionnement dit « passif », elles bloquent en partie le son avant qu'il n'entre dans le conduit auditif. Certaines protections apportent des fonctionnalités supplémentaires : dans le traitement du bruit, elles sont, en règle générale, équipées d’électronique et définies comme « actives ».

### Affaiblissement passif
Cette catégorie regroupe la majorité des protecteurs utilisés, l’affaiblissement dépend essentiellement de leur conception, des matériaux utilisés et de leur capacité à « fermer » l'oreille ou le conduit auditif de manière étanche. Certains modèles essentiellement sur mesure permettent d'adapter le niveau d'affaiblissement au besoin du porteur à l'aide de filtres passifs.

### Moniteurs intra-auriculaire
L’objectif des moniteurs intra-auriculaires est de faciliter l’écoute des artistes sur scène malgré la présence de diverses sources sonores telles que le bruit de la foule et les haut-parleurs sur la scène. Les moniteurs intra-auriculaires facilitent l’écoute de leur propre voix et leur instrument. L'intensité sonore générée par les haut-parleurs est souvent très élevée, exposant ainsi les artistes à des niveaux de bruit potentiellement dangereux. Pour pallier cela, les moniteurs intra-auriculaires sont privilégiés pour le renforcement sonore. En effet, ces écouteurs transmettent directement au musicien tout ce qu'il souhaite entendre, grâce à une gamme d'équipements dédiés. Des microphones sont positionnés devant les amplificateurs et les instruments pour capter le son. Ensuite, le signal est acheminé vers une table de mixage où les préférences sonores individuelles de chaque artiste sont ajustées. Une fois le signal traité, il est transmis à l'amplificateur du musicien, soit par un émetteur câblé ou sans fil, pour finalement être diffusé par les moniteurs intra-auriculaires. De plus, les bouchons d'oreilles moulés sur mesure permettent aux musiciens de contrôler précisément le mixage et le volume de leur propre voix et de leur instrument. Cette approche leur offre la possibilité d'équilibrer efficacement ces niveaux sonores par rapport au reste des musiciens, assurant ainsi un meilleur confort auditif et une protection contre les dommages auditifs potentiels..

### Avec électronique

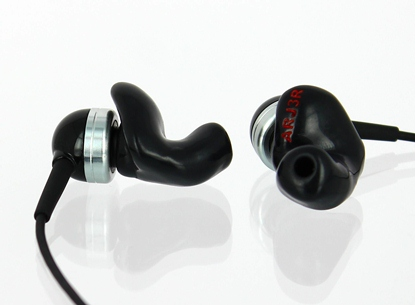
Bouchons sur mesure équipés d'écouteurs pour la musique.

Ils peuvent apporter un affaiblissement plus ou moins important selon le niveau sonore. Il pourra s'agir de protecteurs à atténuation dépendante du niveau de bruit (level dependent), ces systèmes restituant le son extérieur, en l’amplifiant quand il est faible et en le compressant quand il est fort. La restitution cesse dès que les son extérieur dépasse un certain seuil (82dB(A) pour un bruit rose). D’autres protecteurs avec électronique traitent le signal et le restituent sous le ptotecteur selon la technologie dite « ANR »,, (Active Noise Reduction) qui permet, grâce à l'envoi d'un signal en opposition de phase, d'annuler une partie du son indésirable, augmentant sensiblement l’affaiblissement sur les basses fréquences notamment. Enfin, certaines protections auditives peuvent être équipées de systèmes de communication ou de divertissement.

### Plages d'affaiblissement

Mesure de l'atténuation du bruit (Hearing protection fit-testing),.

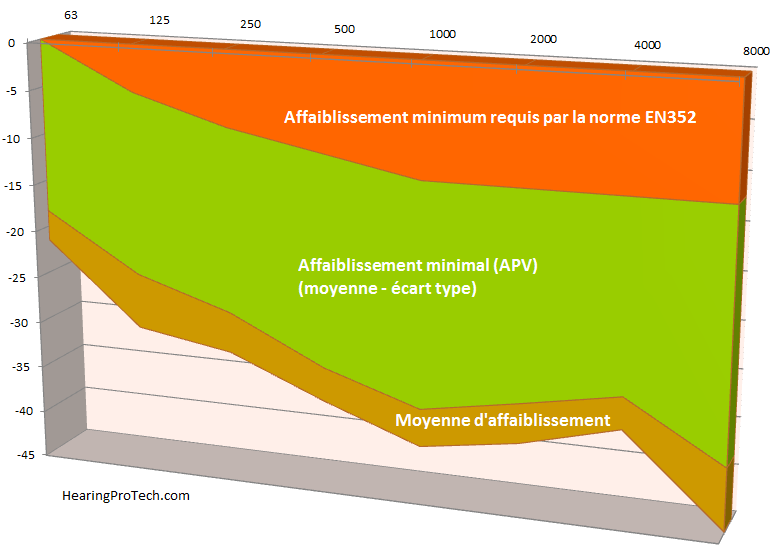
Graphique des valeurs d'affaiblissements d'un protecteur individuel contre le bruit avec les minima requis par la norme EN352.

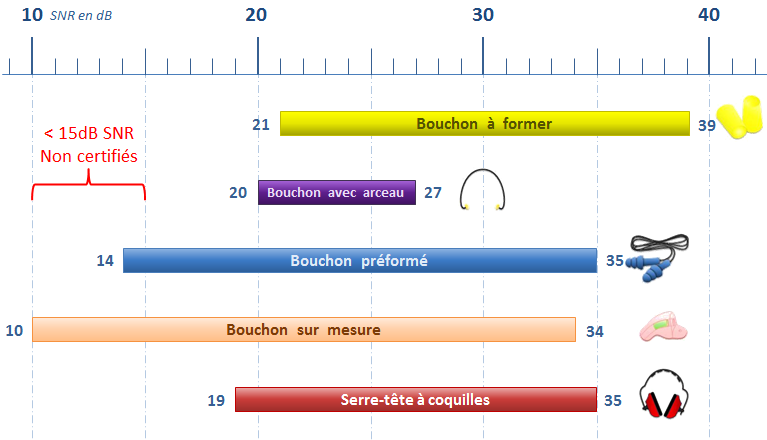
Plages d'affaiblissements des différents modèles de PICB selon la catégorie à laquelle ils appartiennent.

Chaque protecteur est testé et certifié par un laboratoire spécialisé et reconnu, les spécifications lui permettant d'obtenir le label CE sont décrites dans la norme EN352. À chaque protecteur correspond une valeur d'affaiblissement exprimée sous la forme de SNR.
Les affaiblissements vont de 15 dB à 37 dB de SNR. Les valeurs d’affaiblissement d'un protecteur peuvent varier selon son type et ses caractéristiques.
Exemple d'un tableau d'affaiblissement d'un protecteur individuel contre le bruit présenté selon la norme EN352,,,
Le tableau ci-dessus est un exemple des données d'affaiblissement affichées par le fabricant de protections auditives.Ces données proviennent des résultats de la certification du protecteur réalisée par l'organisme certificateur agréé.
1. La première ligne « Fréquences » reprend les huit fréquences testées, l'affichage de la fréquence 63 Hz est facultatif.
2. Les données de la deuxième ligne « Mf » sont les affaiblissements moyens sur chacune des fréquences, la mesure est réalisée par l'organisme certificateur sur 16 sujets d'essais entraînés, selon la norme EN 13819-2:2002[16].
3. Sur la troisième ligne « Sf » apparaissent les écarts-types calculés sur les affaiblissements des 16 sujets.
4. La quatrième ligne donne la valeur « APV » (Assumed Protection Value) qui correspond à l'affaiblissement minimal du protecteur, celui-ci est calculé en retranchant un écart-type « Sf » à la moyenne « Mf ».
5. Les minima d'affaiblissement par fréquence requis par la norme EN352[11],[12],[13],[14] sur la cinquième ligne déterminent la limite sous laquelle un protecteur individuel contre le bruit ne devra pas se trouver. Un protecteur auditif dont l'affaiblissement sur une fréquence se situerait sous ce niveau ne sera pas labellisé « CE » et ne pourra être commercialisé en tant qu'équipement de protection individuelle.
6. La sixième ligne donne les affaiblissements moyens pour le protecteur (voir définitions du SNR et du HML).

Mais le SNR (NRR) mesuré en laboratoire ne donne aucune indication sur l'atténuation du bruit d'un travailleur particulier,. Dans la pratique, une grande partie des travailleurs ont une atténuation du bruit proche de zéro,,,.

### Double protection
Les affaiblissements les plus élevés pour une protection auditive contre le bruit dépassent rarement les 35 dB. Il est possible d'aller au-delà de cette limite en utilisant une double protection (bouchon + serre-tête). L’atténuation d’une double protection est très inférieure à la somme algébrique des atténuations du bouchon et du serre-tête. Ce phénomène peut être expliqué par le couplage mécanique entre le bouchon et le serre-tête via les tissus humains, la vibration de la paroi du conduit auditif ou la conduction osseuse de la tête et du corps directement aux oreilles moyenne et interne,.
Un travail de recherche a proposé de cumuler les deux affaiblissements de façon logarithmique et non arithmétique à l’aide de la formulaire empirique suivante :
{\displaystyle 33\times Log((b\times 0{,}4)+(s\times 0{,}1))}
Ici, {\displaystyle b} correspond au SNR d'affaiblissement du bouchon et {\displaystyle s} à celui du serre-tête.
Pour donner un exemple d'une atténuation maximale (ce que certains rechercheront sans doute) : sachant que le maximum d'atténuation des protections actuelles est de l'ordre de 39 dB (SNR39), cela donne un maximum de 43,3 dB environ.
La norme canadienne suggère quant à elle d’ajouter 5 dB à l’indice de réduction du bruit (NRR) le plus élevé des deux protecteurs.

### Mise en place
La mise en place de certains protecteurs de type bouchons standards peut présenter des difficultés. Ils nécessitent une certaine prise en main et devraient systématiquement être mis à disposition accompagnés d'une formation à la mise en place. De plus certaines personnes ont un conduit auditif très coudé ou étroit ce qui rend difficile voire impossible le passage du premier coude et donc la mise en place d'un protecteur de type bouchon.

## Exposition au bruit
L’exposition au bruit peut avoir deux types d’effets sur la santé : auditif et non auditif. Un risque de perte auditive existe à partir d’une exposition à 80 dB(A) pendant huit heures par jour. Plus le niveau sonore est élevé, plus la durée d’exposition à partir de laquelle un risque existe diminue. Un salarié travaillant sur une machine et exposé à 86 dB(A) mettra en danger son audition s’il reste exposé pendant plus de deux heures par jour. Un spectateur lors d’un concert rock situé près des enceintes acoustiques qui diffusent en moyenne un niveau de 110 dB(A) sera lui en danger s’il y reste plus de vingt secondes sans se protéger.
À chaque doublement du bruit, le niveau augmente de 3 dB (évolution logarithmique), la durée de l’exposition doit, elle, être divisée par deux pour éviter tout risque selon le tableau ci-dessous.
| Niveau sonore en dB(A) | Durée d'exposition maximale en heures |
| ---------------------- | ------------------------------------- |
| 80                     | 08:00:00                              |
| 83                     | 04:00:00                              |
| 86                     | 02:00:00                              |
| 89                     | 01:00:00                              |
| 92                     | 00:30:00                              |
| 95                     | 00:15:00                              |
| 98                     | 00:07:30                              |
| 101                    | 00:03:45                              |
| 104                    | 00:01:52                              |
| 107                    | 00:00:56                              |
| 110                    | 00:00:28                              |
| 113                    | 00:00:14                              |
| 116                    | 00:00:07                              |
| 119                    | 00:00:04                              |
| 122                    | 00:00:02                              |
| 125                    | 00:00:01                              |

L'exposition prolongée à des niveaux de bruits intenses détruit peu à peu les cellules ciliées de l'oreille interne. Elle conduit progressivement à une surdité, dite de perception, qui est irréversible. Dans ce cas, la chirurgie n'est d'aucun secours. L'appareillage par des prothèses électroniques se contente d'amplifier l'acuité résiduelle, il ne restitue pas la fonction auditive dans son ensemble.

### Risques auditifs
Les effets auditifs concernent la déficience auditive et peuvent se présenter sous les formes suivantes : 
- l’acouphène : sifflement, bourdonnement de l’oreille ;
- l'hyperacousie : qui est une intolérance accompagnée de douleurs aux bruits de la vie quotidienne ;
- le déficit auditif temporaire : résulte d’une exposition à un niveau sonore élevé, l’audition revient progressivement après l’exposition (plusieurs heures) ;
- le traumatisme acoustique : dommage auditif causé par un bruit violent et bref (explosion, coup de feu, pétards…) ;
- le déficit auditif permanent[38] : typique d’une exposition journalière prolongée au bruit (8 heures à + de 80 dB(A)). La destruction progressive de l’audition qui se déroule sur des mois, des années, est insidieuse, elle ne se remarque que lorsqu’elle cause une gêne telle que le sujet et son entourage commencent à rencontrer des difficultés de communication. Les lésions subies sont alors irréversibles et définitives. Les lésions sont causées aux cellules ciliées externes[39] qui se retrouvent dans la cochlée qui est une structure du système auditif où les sons graves, moyens et aigus sont perçus.

### Risques non-auditifs
Les effets non-auditifs sont source : d’anxiété, de dépression, de stress, d’irritabilité voire d’agressivité, de perturbations du sommeil, d’insomnie, de fatigue, d’une baisse de la concentration, d’effets sur le système cardio-vasculaire, et d’une augmentation du risque d’accidents du travail.

## Utilisation

### Protection anti-bruit
Dans l'Union européenne, 16 % des adultes souffrent de déficience auditive, ce qui représente plus de 71 millions de personnes dont le niveau d'audition est diminué de plus de 25 dB, ce niveau étant défini comme déficience auditive selon la définition reconnue par l'Organisation mondiale de la santé. Les niveaux sonores élevés sont un réel danger pour l’oreille, petit à petit le bruit rend sourd, il est indispensable de s'en protéger.

### Protection sur le lieu de travail
De nombreux actifs gênés par les nuisances sonores considèrent qu'elles ont des répercussions sur la santé, l'audition (53 % dans l'industrie, la construction) et le comportement : énervement, agressivité (75 % dans l'administration).

#### Réglementation

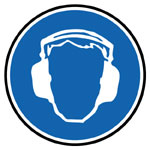
Protections auditives contre le bruit obligatoires.

Depuis 1963, le bruit est reconnu comme cause de maladies professionnelles,. En Europe, l’exposition des salariés au risque bruit est réglementée par la Directive européenne « bruit » de 2003, transposée en droit français le 19 juillet 2006 qui définit les valeurs d’exposition à partir desquelles il y a obligation de protéger les travailleurs exposés.
Lorsque le niveau d’exposition atteint 85 dB(A) sur une journée de 8 heures, il y a obligation de protéger les salariés. À 80 dB(A), l’employeur doit mettre à disposition des protecteurs contre le bruit. En aucun cas le niveau sonore résiduel à l’oreille ne doit dépasser les 87 dB(A) pour un salarié équipé de protecteurs, si ce cas se présentait, l'employeur devrait mettre en œuvre des mesures immédiates pour réduire le niveau sonore ou limiter la durée d'exposition du salarié.
|                                                                           | Lex8h en dB(A) | Ppc en dB(C) |
| ------------------------------------------------------------------------- | -------------- | ------------ |
| Valeur d'exposition inférieure déclenchant l'action                       | 80 dB(A)       | 135 dB(C)    |
| Valeur d'exposition supérieure déclenchant l'action                       | 85 dB(A)       | 137 dB(C)    |
| Valeur limite d'exposition (équipé d'un protecteur contre le bruit) - VLE | 87 dB(A)       | 140 dB(C)    |

#### Taux de port

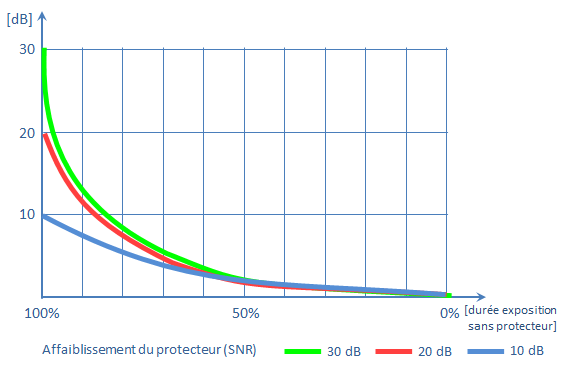
Perte d'efficacité du protecteur selon le taux de port,.

Un élément important pour une bonne efficacité de la protection individuelle contre le bruit est la notion de taux de port. Le meilleur protecteur contre le bruit est celui qui est porté, mais pour être réellement efficace, celui-ci doit être porté de façon ininterrompue lors de l’exposition au bruit dont les niveaux sont nocifs.
Les bonnes conditions pour un taux de port à 100 % : une protection confortable, un affaiblissement adapté ni trop, ni trop peu, une sensibilisation du salarié au risque du bruit sur son organisme, et une formation du salarié à la mise en place des protecteurs.
Le graphique ci-contre montre trois protecteurs avec des affaiblissements différents. Nous voyons que la protection effective diminue très rapidement lorsque le protecteur n’est pas porté en permanence. Deux minutes de non-port sur une durée de 8 heures diminuent l'efficacité du protecteur de 25 %. Deux heures de non-port (sur 8 heures) correspondent à une perte d'efficacité du protecteur de 75 %.
La revue de la littérature a démontré que les professionnels de la musique (musiciens, producteurs de musique, compsoiteurs...) sont réticents face au port de protection auditive, mais cependant bien conscient des risques que leur exposition sonore engendre. Leur réticence vient d’abord du fait qu’ils ne pensent pas pouvoir discriminer les subtilités entre les notes qu’ils produisent, sur quoi reposent leur art. Ensuite, du fait qu’il est plus difficile de discriminer leur instrument de ceux aux alentours lors du port de bouchons. Le port de protection ne serait que très peu réglementée dans le milieu et peu fréquent, surtout lors des répétitions solo.

#### Niveau d’affaiblissement
Lors du choix d’un protecteur contre le bruit, il est important de sélectionner un affaiblissement adapté. Pendant de nombreuses années, la croyance selon laquelle plus un protecteur avait un niveau d’affaiblissement élevé meilleur il était, est totalement erronée. L’objectif est de réduire suffisamment le niveau perçu à l’oreille pour éviter d’endommager l’audition, mais sans pour autant totalement isoler son porteur, on parle alors de surprotection. D'après les relevés de la SUVA sur les travailleurs suisses, seuls 1,2 % des métiers sont exposés à des niveaux sonores supérieurs à 95 dB(A) pendant 8 heures. La norme EN458 indique les plages idéales de niveau résiduel à l’oreille. La Méthode SAPAN, basée sur cette norme, offre une règle de calcul ainsi que des outils pour obtenir le niveau d’affaiblissement le mieux adapté à la situation de chacun.
De nombreuses études ont démontré que les niveaux d’affaiblissement annoncés par les fabricants sont très souvent supérieurs à ceux réellement constatés lors de mesures sur les utilisateurs de protections auditives contre le bruit. Ces écarts proviennent d’une part des mesures réalisées en laboratoire en conditions idéales, et d’autre part des utilisateurs qui, du fait d’un manque de formation, de morphologie différente, de conditions de travail ou de protecteurs usagés, ne reproduisent pas les mêmes résultats. Les décotes à appliquer à l’affaiblissement affiché par les fabricants peuvent aller de 5 dB pour un protecteur pour lequel une formation aura été dispensée à l’utilisateur, à 15 dB pour un bouchon standard délivré sans aucune formation.

### Protection sans distorsion sonore

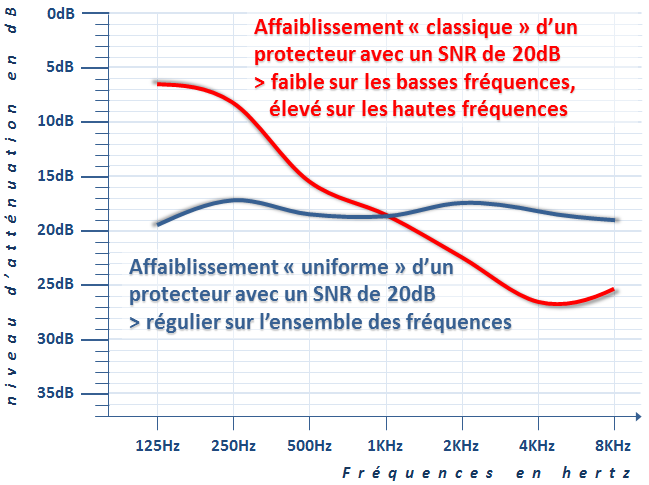
Comparaison d'un affaiblissement classique et uniforme sur l'ensemble des fréquences.

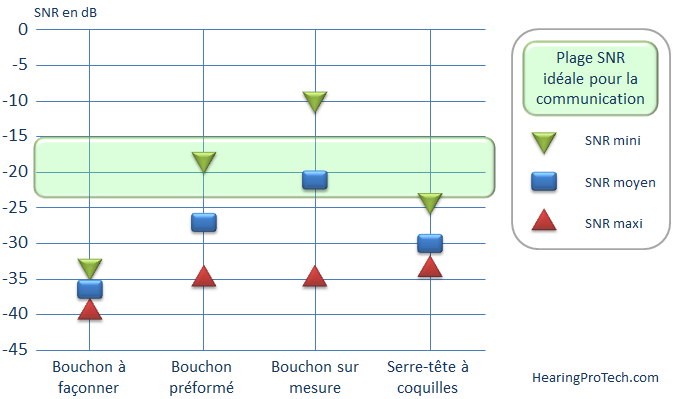
Plage d'affaiblissement idéale pour la communication.

Certains métiers ou activités nécessitent de se protéger d’un niveau sonore trop élevé sans dénaturer le son. C’est le cas des musiciens, ingénieurs du son, de personnes désireuses de se protéger tout en continuant à communiquer avec leur entourage. La majeure partie des protecteurs du marché, en obturant le conduit auditif, perturbe la restitution fréquentielle. Les basses fréquences sont peu atténuées, alors que les hautes fréquences sont très affaiblies. Ces écarts entraînent une restitution sonore assez éloignée de la réalité et engendrent des difficultés à communiquer dans un environnement bruyant,, ainsi qu'un risque de non-perception de signaux sonores d’avertissement ou de danger pouvant également constituer un risque d’accident pour le salarié ou d’incident dans la réalisation de son travail.
La fonction de transfert du conduit auditif externe présente une résonance autour de 3 200 Hz, notre oreille a donc la particularité d’amplifier naturellement les fréquences aiguës, ce phénomène est dû à notre oreille externe en forme de cornet qui amplifie les bruits aigus de 10 à 15 dB en moyenne. Lorsque l’on supprime cette résonance (amplification naturelle) en obturant le conduit, cette résonance disparaît, nous perdons la perception d’une partie des fréquences aiguës que nous avons l’habitude d’entendre. Ce phénomène bien connu des acousticiens sous la dénomination « perte d'insertion » (insertion loss) doit être compensé, faute de quoi le signal arrivant au tympan n’est pas fidèle à l’original. Il existe des modèles de protections auditives qui, à l’aide d’un filtre spécifique, permettent de retrouver un son assez proche du son original tout en offrant une réelle protection à leur porteur. Ces protections sont disponibles sous la forme de bouchons standards ou sur mesure, leur uniformité dans l’affaiblissement varie selon leur qualité; une méthode simple pour évaluer leur uniformité consiste en un calcul sur l’écart-type des affaiblissements sur chaque fréquence.
Un affaiblissement plat n’est pas forcément synonyme d’une bonne communication, en effet un PICB totalement étanche permet d’obtenir un affaiblissement relativement plat, mais également un SNR très élevé totalement inadapté pour un minimum de communication, le son n’est pas déformé, mais tellement atténué qu’il n’est plus audible. La plage idéale pour communiquer avec un protecteur dont l’affaiblissement est plat a été définie entre 15 et 23 dB de SNR.
Du fait de leur affaiblissement régulier sur toutes les fréquences, mais surtout de par l'absence d'un affaiblissement excessif sur les hautes fréquences, ces protecteurs à réponse uniforme sont vivement conseillés pour les personnes atteintes de pertes auditives dues à l'âge (presbyacousie) ou à une exposition professionnelle au bruit sur de longues durées sans protection ; cette population ayant une perte d'audition très prononcée sur les hautes fréquences verrait cette perte encore amplifiée si elle était équipée de protecteurs classiques.
Il apparaît important en matière de musiques amplifiées et puissantes (concerts) de porter ses protections auditives tout au long de l'évènement. Si le confort physique est bien sûr primordial, la sonorité perçue est non moins importante. De « bons » protecteurs auditifs demandent un certain temps d'adaptation, et ceux non adaptés sont réputés comme « cassant le son » du fait de leur distorsion, un reproche récurrent, qui conduit ces modèles à être trop souvent remisés dans leur étui.

Trois exemples de bouchons dont l'affaiblissement est à réponse uniforme sur toutes les fréquences (un bouchon préformé et deux bouchons sur mesure)
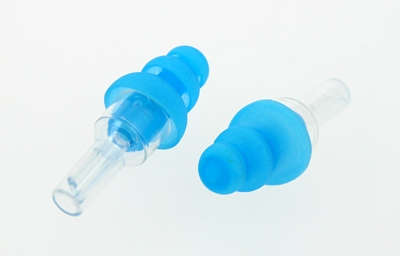
Bouchon ER20S - Etymotic
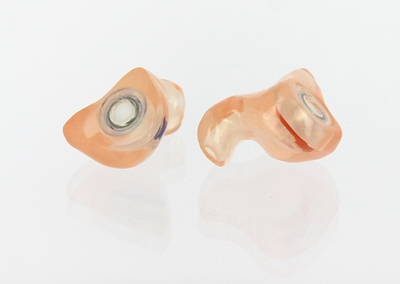
Bouchon ER25 - Elacin
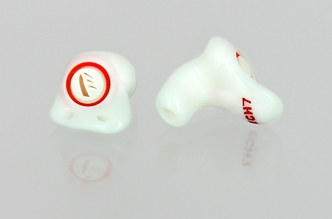
Bouchon OW FT19 - Cotral

Le fait de parler, de mastiquer, produit des mouvements dans la partie fibrocartilagineuse de notre oreille externe. Le son est transmis par cette partie fibrocartilagineuse à l’intérieur du conduit auditif et s’échappe naturellement à l’extérieur de l’oreille. La mise en place d’un bouchon dans le conduit va piéger les sons en les renvoyant vers le tympan. Ces sons « sourds » sont amplifiés d’environ 20 dB sur les basses fréquences jusqu’à 500 Hz, pour décroître et devenir nuls à 1 700 Hz. Cette amplification correspond à ce que le sujet va entendre « en plus » de sa propre voix, il est difficile de s’habituer à cette résonance gênante. Le positionnement de la protection dans le conduit joue un rôle majeur sur l’effet d’occlusion. La profondeur d’insertion du protecteur influe donc considérablement. Plus elle est courte, plus la partie fibrocartilagineuse est laissée libre et plus elle génère de vibrations. À l’inverse une insertion profonde évite cet inconvénient. Les protecteurs sur mesure sont donc à privilégier pour éviter ce phénomène.

### Protection anti-bruits impulsionnels
Dans certaines situations, il est nécessaire de se protéger des bruits impulsionnels tout en conservant une écoute parfaite de son environnement, en dehors de ces impacts. C’est le cas des chasseurs, des militaires sur le terrain. Différentes solutions existent :
- Actif : le système restitue l’environnement sonore à son niveau normal et « bloque » électroniquement tout bruit impulsionnel supérieur à un niveau déterminé ;
- Passif : le protecteur est équipé d’un filtre passif qui commence à réduire le bruit à partir d’un niveau qui se situe aux alentours de 110 dB(A), la réduction peut atteindre un niveau d’affaiblissement d’environ 24 dB aux alentours de 150 dB(A)[57]. Très insuffisant pour des personnes exposées à des bruits de type continu, ce type de protecteur apporte un premier niveau de protection non négligeable aux personnes soumises aux coups de feu et autres détonations et n’ayant pas la possibilité de se protéger en permanence.

### Protection pendant les loisirs
Il est important de se protéger des environnements sonores trop importants quels que soient le lieu et l'activité. Une législation assez stricte existe et protège les salariés des risques du bruit sur leur lieu de travail. Il est évidemment important de se protéger hors du lieu de travail pendant ses loisirs. Il n'est pas rare d'être exposé à des intensités supérieures à 105 dB(A) lors d'un concert, lorsque l'on tond sa pelouse, tronçonne du bois ou assiste à un grand prix de Formule 1. Le tableau des durées d'exposition montre qu'une exposition d'une minute à cette intensité suffit pour endommager l'audition.

### Isolement

#### Sommeil
Le bruit perturbant pour l’oreille et l’organisme peut également perturber le sommeil. Nombreuses sont les personnes à utiliser des protections auditives pour s’isoler et tenter de trouver un sommeil réparateur en se protégeant des ronflements ou du bruit environnant.
Dans ce cas, seuls les bouchons d’oreille peuvent convenir, les modèles utilisés sont généralement les plus souples et les plus petits possible pour ne pas ressentir de douleur lorsque le dormeur est appuyé sur son oreille.

#### Concentration
Un niveau sonore, même s'il n'est pas très élevé, peut nuire à la concentration. L’utilisation de protections auditives permet de s’isoler au sens propre du terme. Les problèmes de concentration dans les open-spaces, souvent mal vécus par les salariés, peuvent être améliorés. Les protecteurs ayant un affaiblissement relativement uniforme seront les mieux adaptés, l’utilisateur aura alors la sensation qu’il peut simplement baisser le volume de son environnement sans effet de distorsion.

## Entretien et hygiène
Il est conseillé d'entretenir les protections auditives selon les recommandations du fabricant pour leur conserver toute leur efficacité et leur intégrité.

## Risques pour la santé
L'utilisation prolongée de protecteurs auditifs de type bouchon peut favoriser la formation de bouchons de cérumen dans l’oreille externe, car elle bloque le flux normal du cérumen vers l'extérieur. Par conséquent, il est nécessaire de nettoyer le conduit auditif et les bouchons d’oreilles régulièrement en cas d'usage prolongé, par exemple si la personne dort avec des bouchons d'oreilles. Un bouchon de cérumen peut faire apparaître progressivement des acouphènes, une perte d'audition, des douleurs ou une infection, ces symptômes disparaîtront lors du retrait du bouchon de cérumen.

## Mesure d'efficacité
L'application d'une décote sur le niveau d'affaiblissement pour prendre en compte les écarts entre les valeurs affichées par les fabricants (mesures de certification) et la réalité terrain (in situ) permet, au moment du choix du protecteur, de prendre une marge de sécurité. Les organismes référents, Allemagne en tête, exigent de plus en plus que l'affaiblissement des protecteurs soit vérifié directement sur leur porteur une fois celui-ci équipé. Trois méthodes existent pour réaliser ces mesures :
1. Le test d'étanchéité : il mesure une fuite éventuelle du bouchon, il a l'avantage d'être rapide, mais n'apporte aucune information sur l'affaiblissement du protecteur. Le bouchon devra comporter un canal spécial pour laisser passer l'air insufflé lors du test ;
2. La méthode MIRE[62] (Microphone in Real Ear) : le protecteur est équipé d'un double microphone extérieur/intérieur, l'affaiblissement est déterminé par l'écart de mesure entre les deux microphones lors de la génération d'un bruit blanc. Le protecteur doit être spécifiquement conçu pour recevoir le microphone intérieur ;
3. La méthode par mesure des seuils d'audibilité : elle permet grâce à des algorithmes complexes, de mesurer très rapidement la perception du sujet avec et sans protecteur, l'affaiblissement est déduit de ces deux mesures. Ce système, contrairement aux deux autres, permet de contrôler n'importe quelle protection de type « bouchon ».

À ce jour deux systèmes ont été reconnus comme fiables lors d'une étude réalisée par l'INRS, il s'agit des systèmes CAPA et EarFit.

## Protections

### Protection contre l’eau
Chez certaines personnes ou pour certaines pathologies, l'eau ne fait pas bon ménage avec l'oreille. L'eau qui stagne dans l'oreille peut être à l'origine de processus inflammatoires ou infectieux. Il est important de protéger un enfant ou un adulte sujet à otite. Une protection contre l'eau deviendra indispensable pour les personnes ayant un tympan perforé ou lorsqu’un drain est posé.
La baignade est le facteur de risque le plus souvent associé à l'otite externe aiguë appelée également « otite du baigneur ». Le cérumen présent dans l'oreille, que chacun s'évertue à éliminer, agit en fait comme première barrière de protection contre l’humidité et l'infection.
Certains bouchons sont conçus principalement pour éviter la pénétration de l'eau dans le conduit auditif, en particulier pour la natation et les sports nautiques. Comme pour les protections contre le bruit, ils sont de type à façonner, préformé ou sur mesure.
Comme beaucoup l'ont signalé, notamment Jacques-Yves Cousteau, les bouchons d'oreille sont réellement nocifs pour les plongeurs, en particulier les plongeurs en scaphandre autonome. Les plongeurs respirent de l'air comprimé ou d'autres mélanges de gaz, à une pression correspondant à la pression de l'eau. Cette pression s’exerce aussi à l'intérieur de l'oreille, mais pas entre le tympan et le bouchon d’oreille, de sorte que la pression derrière le tympan va souvent faire éclater le tympan. Les plongeurs en apnée ont moins de pression à l'intérieur des oreilles, mais la pression atmosphérique s’exerce aussi au niveau du conduit auditif externe.

### Protection auditive pour les voyages en avion
Lors du décollage d'un avion, la pression ambiante moins élevée par rapport à celle de l'oreille moyenne. L'air présent sous le tympan prend donc de l’expansion, ce qui entraîne une surpression relative dans la caisse du tympan et donne une sensation d'oreille bouchée. Un équilibrage des pressions se produit alors lentement entre l'oreille moyenne et le milieu ambiant. Il est alors conseillé d’avaler à plusieurs reprises (ou de sucer un bonbon) pour favoriser l’ouverture des trompes d’Eustache et accélérer le processus de rééquilibrage. Lors de l'atterrissage, la pression ambiante augmente, le phénomène s'inverse, il est alors conseillé d’exécuter la manœuvre de Valsalva à plusieurs reprises lors de la descente de l’avion.
Des bouchons d'oreilles sont disponibles pour protéger les oreilles contre la douleur provoquée par les changements de pression dans les cabines d'avion. Certains dispositifs contiennent un filtre en céramique poreuse qui assure l’égalisation des pressions de l'air atmosphérique entre l’intérieur et l'extérieur des oreilles, évitant ainsi la douleur pendant le décollage et l’atterrissage.

## Définitions

### SNR
Le SNR (Single Number Rating) est l'indice global d’affaiblissement. Il représente l'affaiblissement acoustique obtenu en dB pour un bruit industriel moyen tel que défini dans la norme internationale ISO 4869-2

### HML
Ce sont des indices globaux tout comme le SNR. Ils représentent l'affaiblissement acoustique obtenu en dB  pour des bruit orientés aux hautes, moyennes et basses fréquences (High, Medium, Low).
- H : atténuation de la protection auditive pour un bruit orienté aux hautes fréquences (indice harmonique Lp,C – Lp,A  ≈ −1,2 dB)
- M : atténuation de la protection auditive pour un bruit orienté aux moyennes fréquences (indice harmonique Lp,C – Lp,A  ≈ 2 dB)
- L : atténuation de la protection auditive pour un bruit orienté aux basses fréquences (indice harmonique Lp,C – Lp,A  ≈  6 dB)

Les formulations de calcul des indices H, M et L sont explicitées dans la norme internationale ISO 4869-2. Ce sont des moyennes pondérées des atténuations apportées par la protection à quatre à huit bruits industriels, tous d'orientation fréquentielle différente.

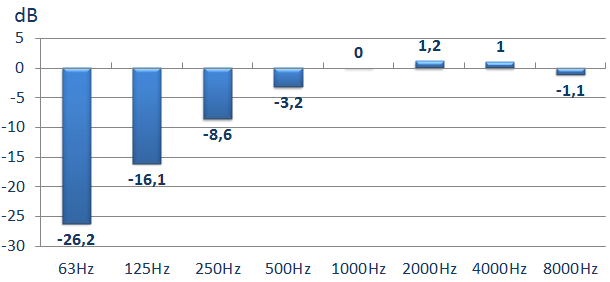
Pondération « A ».

### Pondérations (A) et (C)
Une mesure du bruit peut se faire en décibels pondérés « A » ou pondérés « C », on parle alors de dB(A) ou de dB(C).
La pondération « A » a été définie à partir des courbes isosoniques qui ont permis de caractériser la sensibilité de l’oreille humaine sur l’ensemble des fréquences. Cette pondération a été conçue pour représenter la perception humaine sur l’ensemble des fréquences et à de faibles intensités. Par la suite, on considéra qu’elle représentait également la fatigue auditive et la nocivité des bruits.
Plusieurs études montrent pourtant que la pondération « A » semble sous-estimer l’effet nocif des fréquences basses mieux prises en compte par la pondération « C ».